# Pristimantis sternothylax
Pristimantis sternothylax é uma espécie de anfíbio  da família Craugastoridae.
É endémica do Peru.
Os seus habitats naturais são: regiões subtropicais ou tropicais húmidas de alta altitude e florestas secundárias altamente degradadas.